# Grammia simplicior
Grammia simplicior är en fjärilsart som beskrevs av Butler. Grammia simplicior ingår i släktet Grammia och familjen björnspinnare. Inga underarter finns listade i Catalogue of Life.